# Kostel
Kostel là một khu tự quản (tiếng Slovenia: občine, số ít – občina) trong vùng Osrednjeslovenska của Slovenia. Kostel có diện tích 56.1 km2, dân số là theo điều tra ngày 31 tháng 3 năm 2002 là 629 người. Thủ phủ khu tự quản Kostel đóng tại Fara.